# Aterinòpsids
Els aterinòpsids (Atherinopsidae) és una família de peixos teleostis de l'ordre Atheriniformes. Les aproximadament 104 espècies en 13 gèneres es distribueixen a través d'aigües tropicals i temperades del Nou Món, tant en hàbitats marins com d'aigua dolça. A aquesta família pertanyen els joell argentí (Odontesthes bonariensis) i joell xilè (O. regia), la sardina (Menidia menidia) i el rondinaire (Leuresthes tenuis i L. sardina).

## Gèneres
Existeixen 13 gèneres agrupats en dues subfamílies:
- Subfamília Atherinopsinae:
  - Atherinops (Steindachner, 1876)
  - Atherinopsis (Girard, 1854)
  - Basilichthys (Girard, 1855)
  - Colpichthys (Hubbs, 1918)
  - Leuresthes (Jordan i Gilbert, 1880)
  - Odontesthes (Evermann i Kendall, 1906)
- Subfamília Menidiinae:
  - Atherinella (Steindachner, 1875)
  - Chirostoma (Swainson, 1839)
  - Labidesthes (Cope, 1870)
  - Melanorhinus (Metzelaar, 1919)
  - Membras (Bonaparte, 1836)
  - Menidia (Bonaparte, 1836)
  - Poblana (de Bon, 1945)